# Hiperbolikus függvények integráljainak listája
Az alábbi lista a hiperbolikus függvények integráljait tartalmazza. Feltételezzük, hogy a c konstans nem zéró.
{\displaystyle \int {\text{sh}}(cx)dx={\frac {1}{c}}{\text{ch}}(cx)}
{\displaystyle \int {\text{ch}}(cx)dx={\frac {1}{c}}{\text{sh}}(cx)}
{\displaystyle \int {\text{sh}}^{2}(cx)dx={\frac {1}{4c}}{\text{sh}}(2cx)-{\frac {x}{2}}}
{\displaystyle \int {\text{ch}}^{2}(cx)dx={\frac {1}{4c}}{\text{sh}}(2cx)+{\frac {x}{2}}}
{\displaystyle \int {\text{sh}}^{n}(cx)dx={\frac {1}{cn}}{\text{sh}}^{n-1}(cx){\text{ch}}(cx)-{\frac {n-1}{n}}\int {\text{sh}}^{n-2}(cx)dx\qquad (n=1,2,\dots )}
továbbá: {\displaystyle \int {\text{sh}}^{n}(cx)dx={\frac {1}{c(n+1)}}{\text{sh}}^{n+1}(cx){\text{ch}}(cx)-{\frac {n+2}{n+1}}\int {\text{sh}}^{n+2}(cx)dx\qquad (n=-2,-3,\dots )}
{\displaystyle \int {\text{ch}}^{n}(cx)dx={\frac {1}{cn}}{\text{sh}}(cx){\text{ch}}^{n-1}(cx)+{\frac {n-1}{n}}\int {\text{ch}}^{n-2}(cx)dx\qquad (n=1,2,\dots )}
továbbá: {\displaystyle \int {\text{ch}}^{n}(cx)dx=-{\frac {1}{c(n+1)}}{\text{sh}}(cx){\text{ch}}^{n+1}(cx)-{\frac {n+2}{n+1}}\int {\text{ch}}^{n+2}(cx)dx\qquad (n=-2,-3,\dots )}
{\displaystyle \int {\frac {dx}{{\text{sh}}(cx)}}={\frac {1}{c}}\ln \left|{\text{th}}{\frac {cx}{2}}\right|}
továbbá: {\displaystyle \int {\frac {dx}{{\text{sh}}(cx)}}={\frac {1}{c}}\ln \left|{\frac {{\text{ch}}(cx)-1}{{\text{sh}}(cx)}}\right|}
továbbá: {\displaystyle \int {\frac {dx}{{\text{sh}}(cx)}}={\frac {1}{c}}\ln \left|{\frac {{\text{sh}}(cx)}{{\text{ch}}(cx)+1}}\right|}
továbbá: {\displaystyle \int {\frac {dx}{{\text{sh}}(cx)}}={\frac {1}{c}}\ln \left|{\frac {{\text{ch}}(cx)-1}{{\text{ch}}(cx)+1}}\right|}
{\displaystyle \int {\frac {dx}{{\text{ch}}(cx)}}={\frac {2}{c}}{\text{arc tg}}(e^{cx})}
{\displaystyle \int {\frac {dx}{{\text{sh}}^{n}(cx)}}={\frac {{\text{ch}}(cx)}{c(n-1){\text{sh}}^{n-1}(cx)}}-{\frac {n-2}{n-1}}\int {\frac {dx}{{\text{sh}}^{n-2}(cx)}}\qquad (n\neq 1)}
{\displaystyle \int {\frac {dx}{{\text{ch}}^{n}(cx)}}={\frac {{\text{sh}}(cx)}{c(n-1){\text{ch}}^{n-1}(cx)}}+{\frac {n-2}{n-1}}\int {\frac {dx}{{\text{ch}}^{n-2}(cx)}}\qquad (n\neq 1)}
{\displaystyle \int {\frac {{\text{ch}}^{n}(cx)}{{\text{sh}}^{m}(cx)}}dx={\frac {{\text{ch}}^{n-1}(cx)}{c(n-m){\text{sh}}^{m-1}(cx)}}+{\frac {n-1}{n-m}}\int {\frac {{\text{ch}}^{n-2}(cx)}{{\text{sh}}^{m}(cx)}}dx\qquad (m\neq n)}
továbbá: {\displaystyle \int {\frac {{\text{ch}}^{n}(cx)}{{\text{sh}}^{m}(cx)}}dx=-{\frac {{\text{ch}}^{n+1}(cx)}{c(m-1){\text{sh}}^{m-1}(cx)}}+{\frac {n-m+2}{m-1}}\int {\frac {{\text{ch}}^{n}(cx)}{{\text{sh}}^{m-2}(cx)}}dx\qquad (m\neq 1)}
továbbá: {\displaystyle \int {\frac {{\text{ch}}^{n}(cx)}{{\text{sh}}^{m}(cx)}}dx=-{\frac {{\text{ch}}^{n-1}(cx)}{c(m-1){\text{sh}}^{m-1}(cx)}}+{\frac {n-1}{m-1}}\int {\frac {{\text{ch}}^{n-2}(cx)}{{\text{sh}}^{m-2}(cx)}}dx\qquad (m\neq 1)}
{\displaystyle \int {\frac {{\text{sh}}^{m}(cx)}{{\text{ch}}^{n}(cx)}}dx={\frac {{\text{sh}}^{m-1}(cx)}{c(m-n){\text{ch}}^{n-1}(cx)}}+{\frac {m-1}{m-n}}\int {\frac {{\text{sh}}^{m-2}(cx)}{{\text{ch}}^{n}(cx)}}dx\qquad (m\neq n)}
továbbá: {\displaystyle \int {\frac {{\text{sh}}^{m}(cx)}{{\text{ch}}^{n}(cx)}}dx={\frac {{\text{sh}}^{m+1}(cx)}{c(n-1){\text{ch}}^{n-1}(cx)}}+{\frac {m-n+2}{n-1}}\int {\frac {{\text{sh}}^{m}(cx)}{{\text{ch}}^{n-2}(cx)}}dx\qquad (n\neq 1)}
továbbá: {\displaystyle \int {\frac {{\text{sh}}^{m}(cx)}{{\text{ch}}^{n}(cx)}}dx=-{\frac {{\text{sh}}^{m-1}(cx)}{c(n-1){\text{ch}}^{n-1}(cx)}}+{\frac {m-1}{n-1}}\int {\frac {{\text{sh}}^{m-2}(cx)}{{\text{ch}}^{n-2}(cx)}}dx\qquad (n\neq 1)}
{\displaystyle \int x\,{\text{sh}}(cx)dx={\frac {1}{c}}x\,{\text{ch}}(cx)-{\frac {1}{c^{2}}}{\text{sh}}(cx)}
{\displaystyle \int x\,{\text{ch}}(cx)dx={\frac {1}{c}}x\,{\text{sh}}(cx)-{\frac {1}{c^{2}}}{\text{ch}}(cx)}
{\displaystyle \int {\text{th}}(cx)dx={\frac {1}{c}}\ln |{\text{ch}}(cx)|}
{\displaystyle \int {\text{cth}}(cx)dx={\frac {1}{c}}\ln |{\text{sh}}(cx)|}
{\displaystyle \int {\text{th}}^{n}(cx)dx=-{\frac {1}{c(n-1)}}{\text{th}}^{n-1}(cx)+\int {\text{th}}^{n-2}(cx)dx\qquad (n\neq 1)}
{\displaystyle \int {\text{cth}}^{n}(cx)dx=-{\frac {1}{c(n-1)}}{\text{cth}}^{n-1}(cx)+\int {\text{cth}}^{n-2}(cx)dx\qquad (n\neq 1)}
{\displaystyle \int {\text{sh}}(bx){\text{sh}}(cx)dx={\frac {1}{b^{2}-c^{2}}}\left(b\,{\text{sh}}(cx){\text{ch}}(bx)-c\,{\text{ch}}(cx){\text{sh}}(bx)\right)\qquad (b^{2}\neq c^{2})}
{\displaystyle \int {\text{ch}}(bx){\text{ch}}(cx)dx={\frac {1}{b^{2}-c^{2}}}(b\,{\text{sh}}(bx){\text{ch}}(cx)-c\,{\text{sh}}(cx){\text{ch}}(bx))\qquad (b^{2}\neq c^{2})}
{\displaystyle \int {\text{ch}}(bx){\text{sh}}(cx)dx={\frac {1}{b^{2}-c^{2}}}(b\,{\text{sh}}(bx){\text{sh}}(cx)-c\,{\text{ch}}(bx){\text{ch}}(cx))\qquad (b^{2}\neq c^{2})}
{\displaystyle \int {\text{sh}}(ax+b)\sin(cx+d)\,dx={\frac {a}{a^{2}+c^{2}}}{\text{ch}}(ax+b)\sin(cx+d)-{\frac {c}{a^{2}+c^{2}}}{\text{sh}}(ax+b)\cos(cx+d)}
{\displaystyle \int {\text{sh}}(ax+b)\cos(cx+d)\,dx={\frac {a}{a^{2}+c^{2}}}{\text{ch}}(ax+b)\cos(cx+d)+{\frac {c}{a^{2}+c^{2}}}{\text{sh}}(ax+b)\sin(cx+d)}
{\displaystyle \int {\text{ch}}(ax+b)\sin(cx+d)\,dx={\frac {a}{a^{2}+c^{2}}}{\text{sh}}(ax+b)\sin(cx+d)-{\frac {c}{a^{2}+c^{2}}}{\text{ch}}(ax+b)\cos(cx+d)}
{\displaystyle \int {\text{ch}}(ax+b)\cos(cx+d)\,dx={\frac {a}{a^{2}+c^{2}}}{\text{sh}}(ax+b)\cos(cx+d)+{\frac {c}{a^{2}+c^{2}}}{\text{ch}}(ax+b)\sin(cx+d)}